# Tiago Gomes (football, 1985)
Tiago Filipe Figueiras Gomes est un footballeur portugais, né le 18 août 1985 à Vila Franca de Xira au Portugal. Il évolue au poste de milieu de terrain.